# 榎本次郎右衛門 (1840年生)
14代 榎本 次郎右衛門（えのもと じろううえもん、1840年2月6日（天保11年1月4日）- 1913年（大正2年）9月15日）は、明治時代の政治家。衆議院議員（1期）。

## 経歴
下総国相馬郡布川村（茨城県北相馬郡布川村、布川町を経て、現在の利根町）に生まれる。農業を営む傍ら、東葛飾郡布佐村会議員、布佐町長、学務委員、所得税調査委員などを歴任する。
1904年（明治37年）3月の第9回衆議院議員総選挙では千葉県郡部から憲政本党所属で出馬し当選。1期務めた。

## 親族
- 子：15代 榎本次郎右衛門（衆議院議員）